# Душан Бојовић
Душан Бојовић (Кута, код Никшића, 30. мај 1914 — Тјентиште, 13. јун 1943) био је учесник Народноослободилачке борбе и народни херој Југославије.

## Биографија
Рођен је 30. маја 1914. године у селу Кута, код Никшићке жупе. Основну школи је завршио у родном селу, а гимназију у Никшићу. Још као гимназијалац прикључио се револуционарном омладинском покрету. Био је један од организатора учешћа гимназијалаца у демонстрацијама у Никшићу 1932. године. Убрзо потом био је искључен из никшићке гимназије, а осми разред уписао је у Пећи. Због учешћа у демонстрацијама искључен је и из те гимназије. После безуспешних покушаја да се упише у гимназију у Беранама и Пљевљима, успео је да се упише у подгоричку гимназију.
Као матурант активно је учествовао у агитацији за Удружену опозицију на парламентарним изборима 1935, а као студент права био је један од организатора и учесник демонстрацијама 11. септембра 1938. против Милана Стојадиновића, који је дошао у Никшић на прославу пуштања у саобраћај железничке пруге Билећа—Никшић. Као студент Правног факултета Београдског универзитета, активно је учествовао у револуционарном студентском покрету, а у чланство Комунистичке партије Југославије (КПЈ) примљен је 1938. године. За време распуста, активно је учествовао у организовању партијских организација у родном крају, а посебно се истицао у раду с омладином.
После Априлског рата и окупације Краљевине Југославије, вратио се у Никшићку жупу и одмах се укључио у рад месне партијске ћелије на припремама устанка. Када је Окружни комитет КПЈ за Никшић дао директиву да почну оружане акције против окупатора, на састанку партијске ћелије Душан је изабран да руководи устаницима у ликвидацији жандармеријске посаде у Миољу Пољу. Акција је успешно извршена 14. јула 1941. године. Душан је био један од најзаслужнијих за масовно и организовано учешће народа Жупе у Тринаестојулском устанку.
Крајем августа 1941. Окружни комитет КПЈ за Никшић, упутио је 300 бораца, међу којима и Душана, у помоћ партизанима источне Херцеговине, где је окупатор, уз помоћ усташа, успео да подстакне братоубилачку борбу између Срба и Муслимана. Фебруара 1942, Штаб Никшићког партизанског одреда послао је Душана, са групом бораца, на сектор Пљешивица и именовао га за политичког комесара сектора. По повратку са Пљешевице, постављен је за политичког комесара чете у батаљону од око 450 одабраних бораца који је, по наређењу Главног штаба НОП одреда Црне Горе, упућен на подручје Комског партизанског одреда, као помоћ у борби против четника. У једној од борци против четника на Штавњу тешко је рањен у ногу.
Приликом одступања партизанских снага из Црне Горе, крајем маја и почетком јуна 1942, као тешки рањеник налазио у Централној партизанској болници, која се са Петом пролетерском црногорском бригадом и Херцеговачким партизанским одредом остала у Врбници. Када су се Пета пролетерска бригада и Херцеговачки одред, заједно са болницом, пробили за Босанску крајину, Душан је, иако још не опорављен, био политички комесар болничког ешалона који је представљао и борбену јединицу, која се нарочито истакла у борбама на Трескавици, Забрђу и Битовњи.
У јесен 1942. постављен је за политичког комесара Петог батаљона, а затим Првог батаљона Пете пролетерске црногорске ударне бригаде. Новембра 1942. постављен је за обавештајног официра бригаде, са којом је учествовао у борбама током Четврте непријатељске офанзиве.
Као већ искусан официр обавештајне службе, постављен је за обавештајног официра Треће ударне дивизије, са којом је учествовао у бици на Сутјесци. У раним јутарњим часовима 13. јуна 1943, када је командант Треће дивизије Сава Ковачевић повео проређене редове дивизије на јуриш уз стрмине Зеленгоре према Крековима, да би обезбедио пут рањеницима, Душан је у јуришу смртно рањен, у близини места где је погинуо Сава Ковачевић. Убрзо је преминуо, не дозвољавајући болничаркама Љубици Мартиновићи и Дари Костић да му помогну и буду уз њега, говорећи им: Мени је добро помогните другим рањеницима.
Указом Президијума Народне скупштине ФНР Југославије, 20. децембра 1951, проглашен је за народног хероја.